# بورياتيا
جمهورية بورياتيا (بالروسية:Респу́блика Буря́тия) هي إحدى الكيانات الفدرالية في روسيا، تدخل في المنطقة الفيدرالية السيبيرية.

## الجغرافيا
بورياتيا هي إحدي الجمهوريات الروسية التي تحكم ذاتياً، تقع في جنوب المنطقة الوسطى من سيبريا على طول الشاطئ الشرقي لبحيرة بايكال. تحدها إركوتسك أوبلاست وجمهورية تيفا وزابايكالسكي كراي وجمهورية منغوليا.

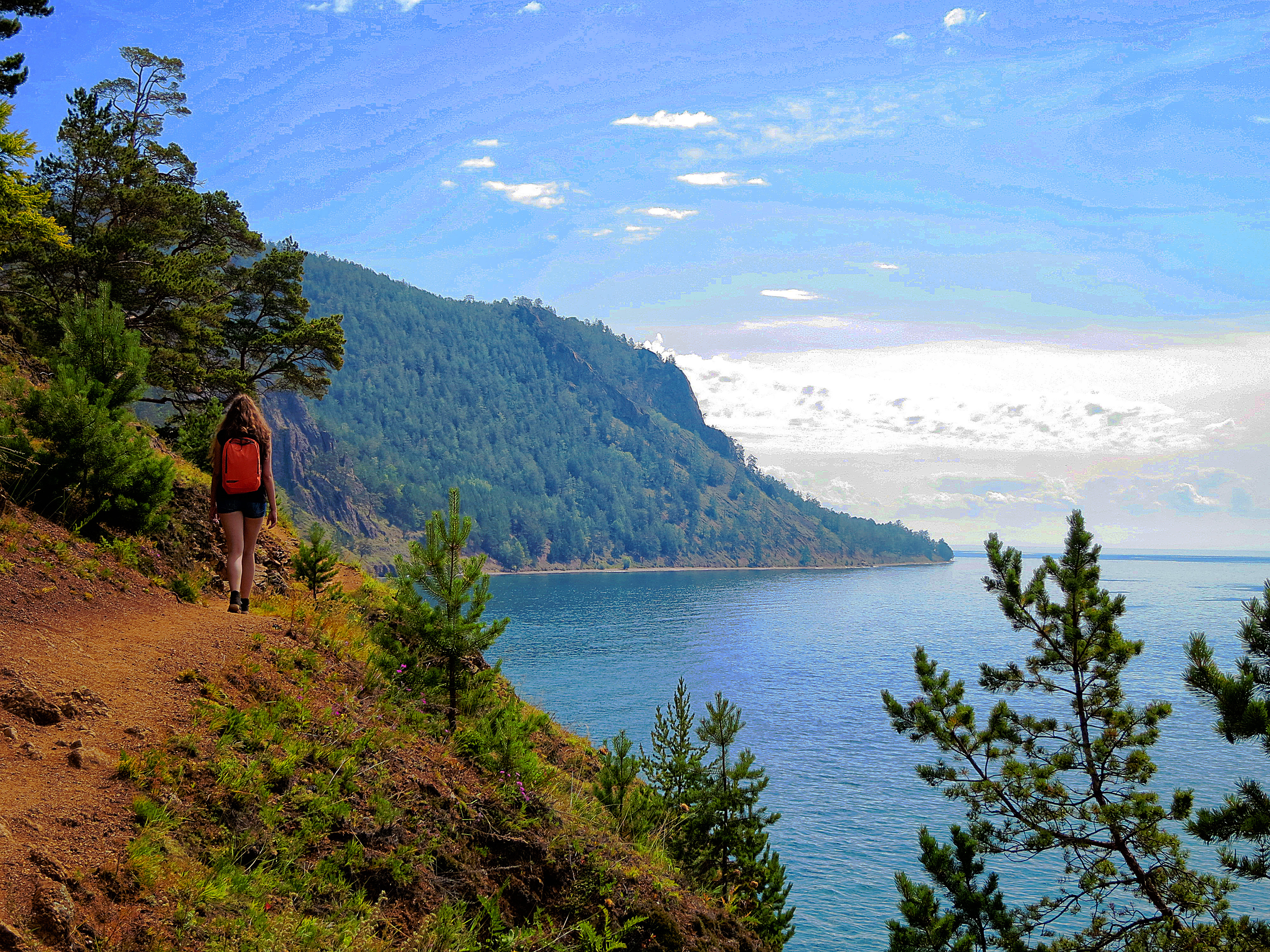
منظر لبحيرة بايكال في بورياتيا

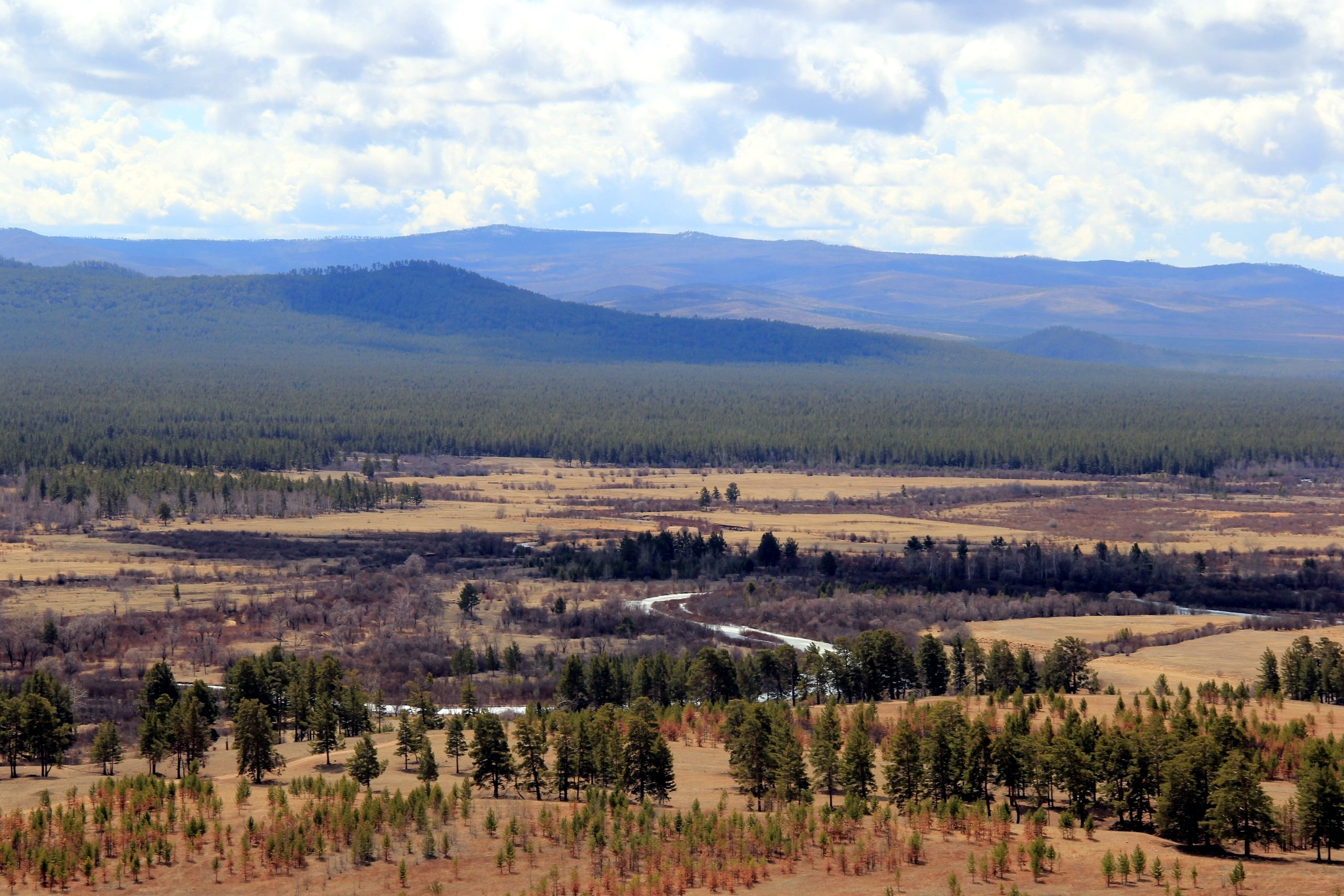
منظر لوادي أودي بالقرب من قرية خورينسك.

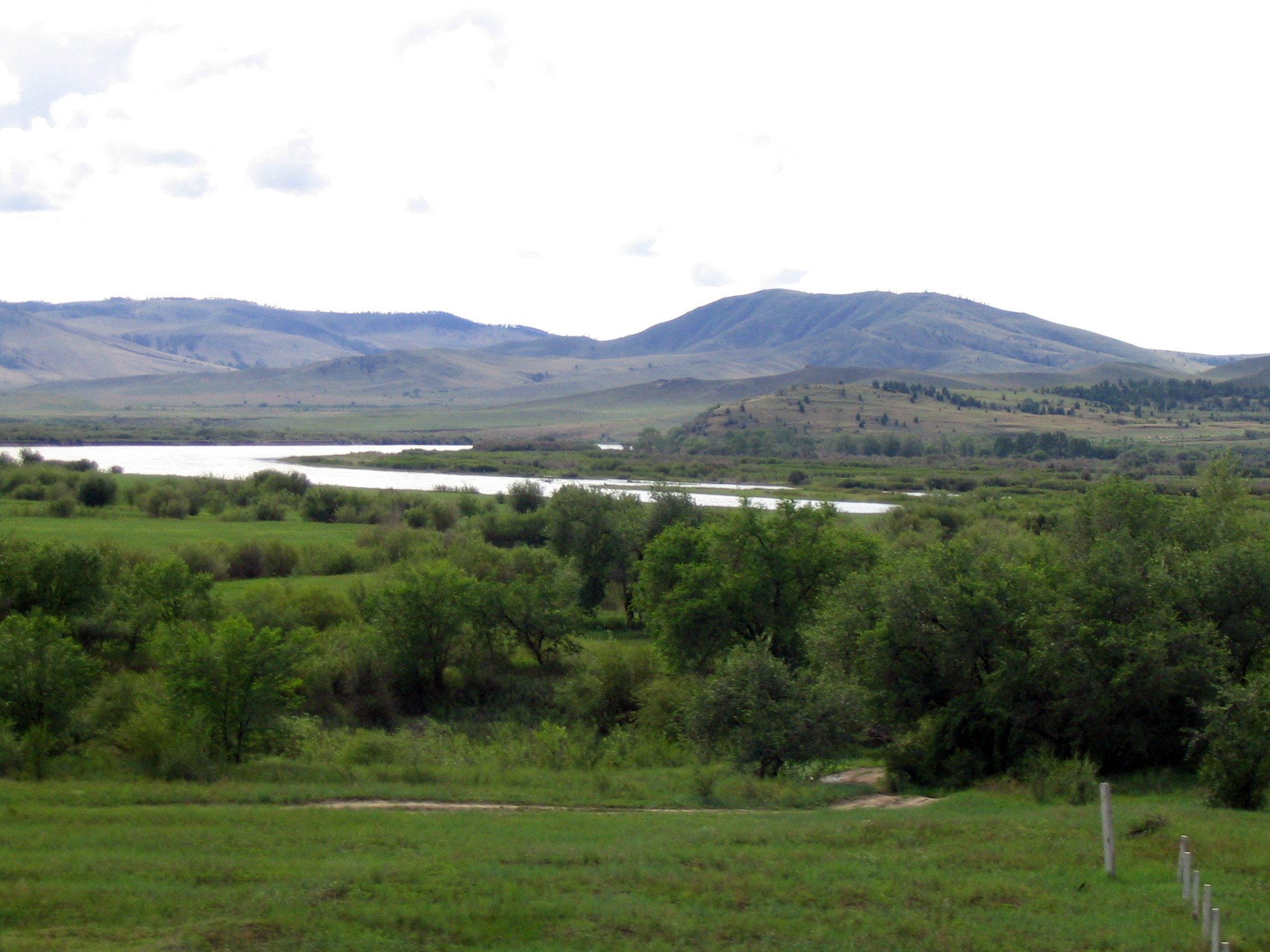
منظر طبيعي من جنوب بورياتيا.

تقع الجمهورية في المنطقة الجنوبية الوسطى من سيبيريا على طول الشاطئ الشرقي لبحيرة بايكال.
- المساحة: 351,300 كيلومتر مربع (135,600 ميل2)
- الحدود:
  - الداخلية: إركوتسك أوبلاست (غرب/شمال غرب/شمال)، كراي عبر البايكال (شمال شرق/غرب/جنوب غرب/جنوب)، توفا (غرب)
  - الدولية: منغوليا (محافظة بولغان، محافظة خوفسغول ومحافظة سيلنج) (جنوب/جنوب غرب)
  - المسطحات المائية: بحيرة بايكال (شمال)
- أعلى قمة: جبل مونكو-سارديك (3,491 م (11,453 قدم))

### الأنهار
من أنهار بورياتيا الكبرى:
- نهر بارغوزين
- نهر إيركوت
- نهر كيتوي
- نهر أوكا
- نهر سيلينجا
- نهر أودا
- نهر أنغارا الأعلى
- فيتيم

### البحيرات
- بحيرة بايكال -60% من شواطئ البحيرة هي أراضٍ بورياتياتية.
- بحيرة غوسينوي
- بحيرة باونت
- بحيرة بوساني
- بحيرة كابيليوشي
- نظام بحيرات ييرافنا-خورغا

### الجبال
يقع أكثر من 80٪ من أراضي الجمهورية في مناطق جبلية، بما في ذلك جبال بايكال على الشواطئ الشمالية لبحيرة بايكال وأولان بورغاس شرق البحيرة ومرتفعات سيلينجا في الجنوب بالقرب من الحدود بين منغوليا وروسيا.

### المجموعات العرقية

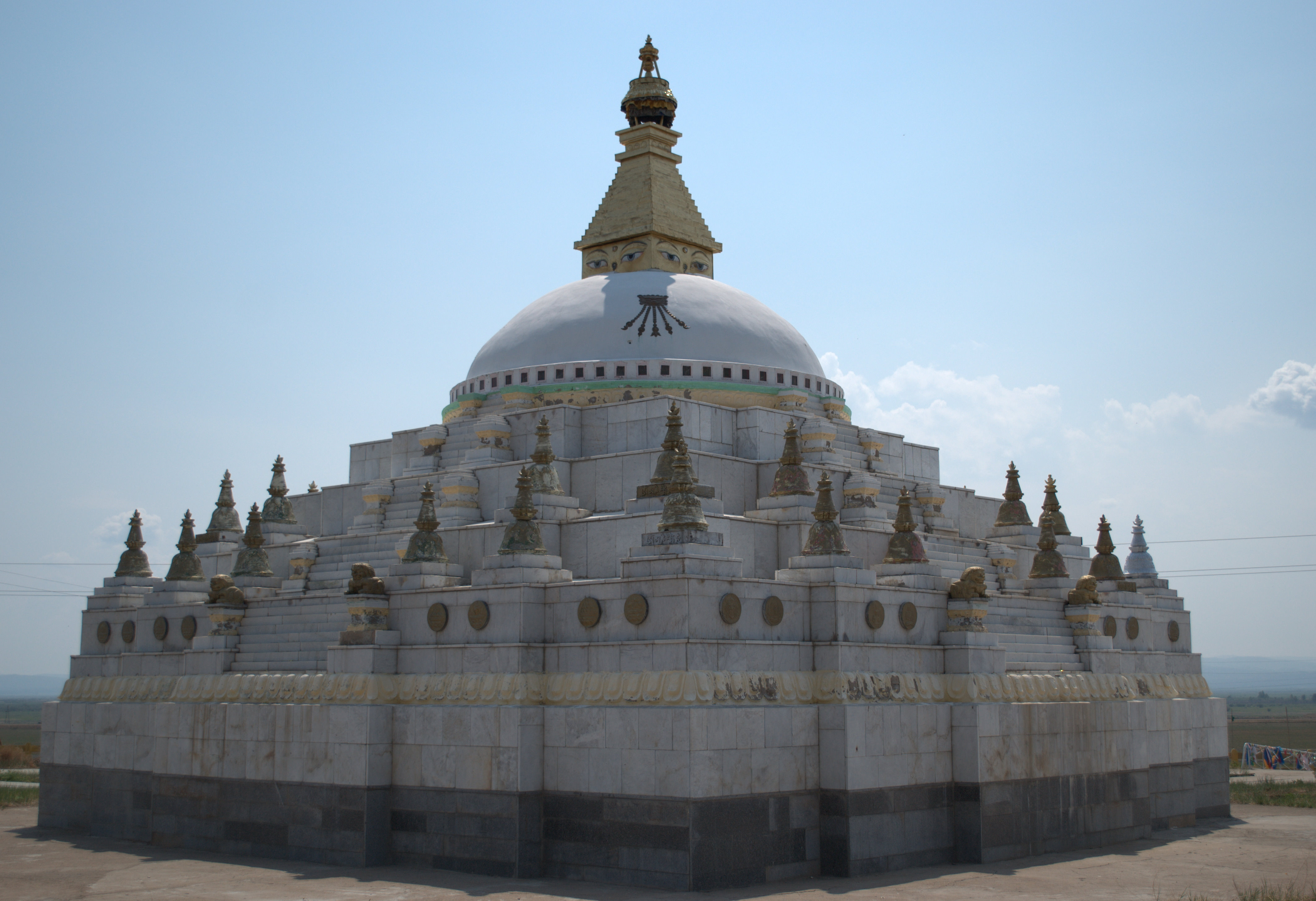
دجارون خاشور، أكبر ستوبا في جمهورية بورياتيا.

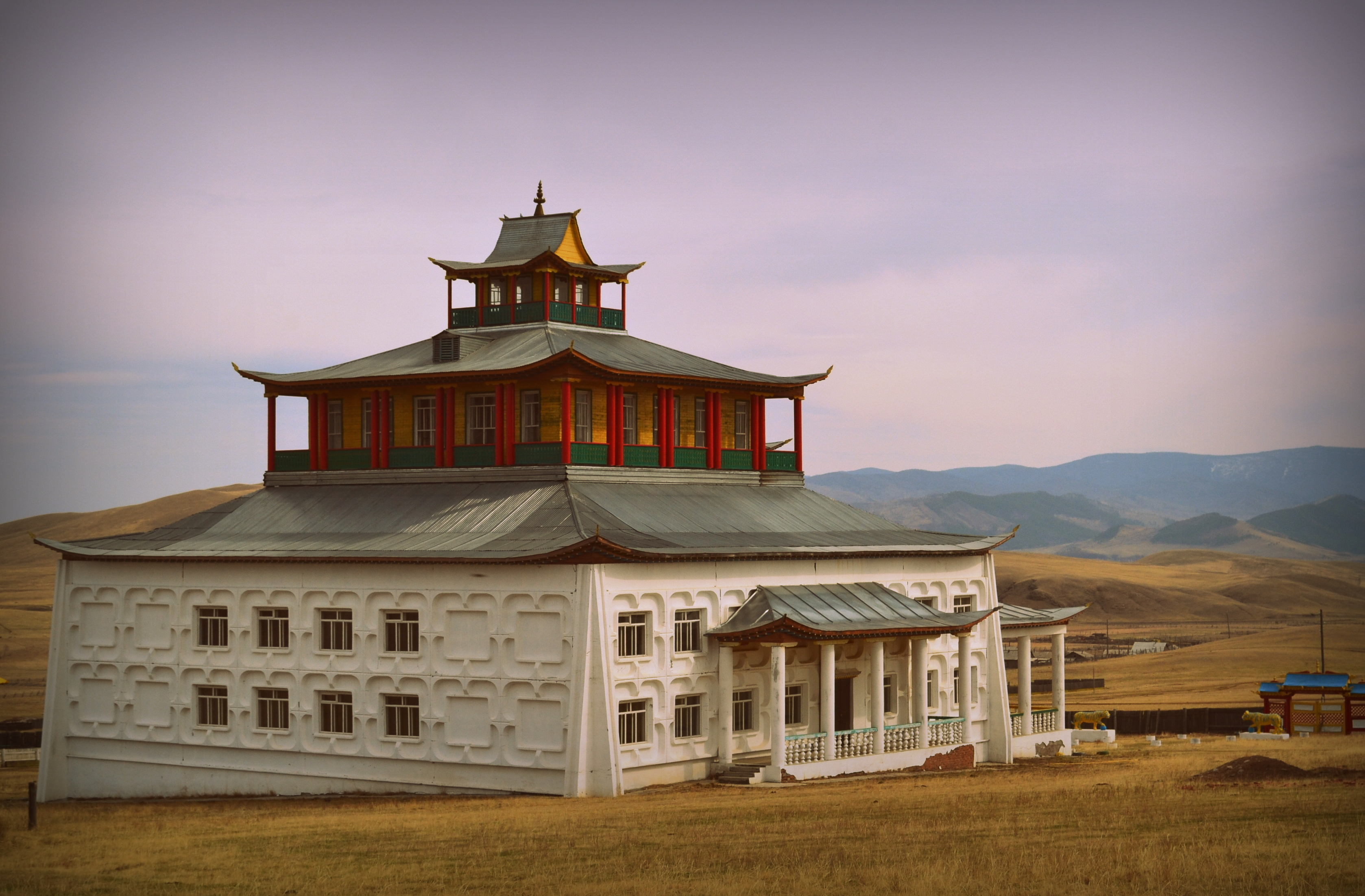
معبد بوذي في غيغيتي.